# Špunt (Strugačtí)
Špunt (1971, Малыш) je vědeckofantastický román ruských sovětských spisovatelů bratrů Strugackých, odehrávající se ve Světě Poledne ve 22. století.

## Obsah románu
Roku 2160 přilétá na planetu velmi podobnou Zemi pozemská expedice, aby zde připravila projekt Archa (podle něj je pojmenována i planeta). Cílem projektu je přestěhovat na tuto planetu humanoidní obyvatele planety Panta, která bude zničena výbuchem vlastního slunce. Celé expedici velí ze základny Michail Sidorov. Výsadek na planetě se skládá z technika Stanislava Popova, který příběh vypráví, dále z historičky Maji Glumovové, z doktora Jakoba Vanderhooseho a z velitele výsadku Gennadije Komova.
Expedice zaznamená, že ačkoliv je planeta vhodná pro život, je její biosféra prázdná, že v oceánech nic nežije. Při dalším průzkumu planety se však začínají dít nevysvětlitelné jevy (například „splašení“ stavebních robotů, pláč dítěte a bolestný nářek neznámé ženy v kosmické lodi). Pak členové expedice najdou na planetě starou havarovanou kosmickou loď jménem Pelikán a v ní mrtvého muže a ženu. Postupně se prapodivné události dostávají do souvislosti s touto lodí. Expedice zjistí, že katastrofu přežilo jen malé dítě, kterému zachránila život jakási neznámá civilizace. Chlapce, nyní asi dvanáctiletého, pojmenují Špunt a charakterizují jej jako kosmického Mauglího. Jeho skutečné jméno je Pierre Alexandrovič Semjonov. Narodil se na palubě Pelikána a jeho rodiče havárii nepřežili..
Projekt Archa je Komisí pro kontakty (Komkon) zastaven a expedice má nyní nový cíl: Zajistit prostřednictvím Špunta kontakt s onou neznámou civilizací. Ta však zcela zjevně o žádný kontakt nestojí. Je to nehumanoidní rasa, projevující se biči dlouhými až 600 metrů. Nikdo neví, zda tak jedinci místní rasy vypadají nebo zda jde o zastrašování, protože Špunt neustále chce, aby lidé planetu co nejrychleji opustili.
Expedice také zjistí příčinu havárie Pelikána. Loď byla sestřelena automatickým satelitem, nainstalovaným pravděpodobně Poutníky, kteří zřejmě považovali civilizaci na planetě Archa za tak nekomunikativní, že se snažili zabránit jakémukoliv kontaktu s ní.
Špunt nyní stojí na rozhraní dvou světů, z nichž jeden mu zachránil život a ke druhému patřili jeho rodiče. Je to sice člověk, ale jeho schopnosti jsou v mnoha směrech nelidské (je například schopen reprodukovat vše, co se stalo od jeho narození, ačkoliv většině události nerozumí). Je ale stále více přitahován světem lidí a chce se o něm co nejvíce dozvědět, například o historii, se kterou ho seznamuje historička Maja.
Leonid Gorbovskij, člen Komkonu, přesvědčí Světovou radu, že ke kontaktu prozatím nemůže dojít. Proto je expedice z planety odvolána. Po odletu expedice z planety zůstává ale Špunt ve spojení s některými členy expedice a také se svým dědečkem, který je ještě naživu. Je tu tedy naděje, že by někdy v budoucnu mohl zajistit kontakt mezi oběma civilizacemi.

## Poznámka
1. ↑   Leonid Gorbovkskij v románu Špunt vystupuje, přestože podle románu Ničivá vlna měl roku 2156 zahynout na planetě Duha. Žádný text obou bratrů nevysvětluje, jak se Gorbovskij zachránil.

## Filmové adaptace
- Špunt (1987, Малыш), ruský sovětský televizní film, režie Alexej Borodin a Julia Kosarceva.
- Nesmluvená setkání (1994), český televizní film, režie Irena Pavlásková.

## Česká vydání
- Špunt, Albatros, Praha 1989, přeložil Libor Dvořák.